# Мать (роман, 1920)
«Мать» (итал. La madre) — краткий роман итальянской писательницы и лауреата Нобелевской премии по литературе Грации Деледда, опубликованный в 1920 году.

## Содержание
В сардийнской деревне Аар (около Нуоро) живёт старая служанка Мария Маддалена со своим сыном Пауло, священником деревни. Однажды Мария Маддалена узнаёт, что у сына любовные связи с местной женщиной Аньесе, вопреки приказаниям католической доктрины, заставляющей священникам сохранить целибат всю жизнь. Старая женщина делает всё, чтобы Пауло разлюбил Аньесе, и он сам пытается отказываться от своих желаний с помощью Бога. У священника есть молодой министрант Антиоко, который в отличие от него очень уверен в своём выборе стать священником, и отказаться навсегда от женщин. Чтобы не думать об Аньесе, священник сосредоточивается на своих религиозных обязанностях. Впервые он с Антиоко изгоняет бесов из маленькой девочки (хотя он сам не верит в этом), потом приносит последнюю евхаристию умирающему «Королю» Никодемо, старику, который живёт в одиночестве, далеко от других жителей деревни.
Тем вечером, пока проходит деревенский праздник, Пауло и мать Антиоко обсуждают будущее парня, когда появляется служанка Аньесе. Она сообщает священнику, что своей хозяйке очень плохо, и ей нужна духовная помощь. Пауло возвращается домой, и объязняет матери ситуацио. Мариа Маддалена предостерегает сына от соблазнов диавола, притворяющийся по её мнение служанкой. Пауло понимает страх матери, но всё-таки решает выполнить свои обязанности, и пойти к больной женщине. Скоро оказывается, что женщине всё хорошо, и служанка была действительно воплощением желаний Пауло. Он последний раз целует свою любовницу, но потом понимает, что так больше не может. После долгой внутренной борьбы он говорит Аньесе, что они могут быть только друзьями. Она в ответ угрожает ему всем рассказать об их любви, и Пауло уходит. На следующий день, во время воскресной мессы, Аньесе поднимается и приходит к алтарю, предположительно чтобы разоблачить священника. Мария Маддалена, всё поняв, умирает от тоски, несмотря на то, что Аньесе уже передумала.